# ألتاي كهرمان
ألتاي كهرمان هو لاعب كرة قدم سويسري، ولد في 28 يوليو 1989 في سويسرا. لعب مع نادي آراو.

## وصلات خارجية
- ألتاي كهرمان على موقع قاعدة بيانات كرة القدم.إي يو (الإنجليزية)